# Polochion à menton jaune
Philemon citreogularis
Espèce
Statut de conservation UICN

 LC  : Préoccupation mineure
Le Polochion à menton jaune (Philemon citreogularis) est une espèce de passereaux de la famille des Meliphagidae.

## Répartition
On le trouve dans l'est de l'Australie et le sud de la Nouvelle-Guinée.

## Habitat
Il vit dans les bois.

## Sous-espèces
D'après Alan P. Peterson, il en existe 4 sous-espèces :
- Philemon citreogularis citreogularis (Gould) 1837
- Philemon citreogularis kisserensis Meyer,AB 1884
- Philemon citreogularis papuensis Mayr & Rand 1935
- Philemon citreogularis sordidus (Gould) 1848